# Menkeweer (waterschap)
Menkeweer  is een voormalig waterschap in de provincie Groningen.
Het waterschap was gelegen ten noorden van Onderdendam en omringd door het Stitswerdermaar in het noorden, de Stitswerderweg in het oosten, de Middelstumerweg in het zuiden en het Warffumermaar en de Delthe in het westen.
Het schap werd bemalen door een molen die uitsloeg op de Delthe, ongeveer op de plaats waar het huidige gemaal De Delthe staat. De toevoerleiding naar de molen was de Menkeweerstertocht. De molen werd in 1932 afgebroken, nadat de polder in 1921 vrijlozend was geworden. 
Waterstaatkundig gezien ligt het gebied sinds 1995 binnen dat van het waterschap Noorderzijlvest.